# Wielersport op de Gemenebestspelen 2010
Wielersport is een van de sporten die beoefend werden op de Gemenebestspelen 2010 in het Indiase Delhi. Het baantoernooi vond plaats van 5 tot en met 8 oktober in de Indira Gandhi Arena, de wegwedstrijden vonden plaats op 10 en 13 oktober.

## Medailles

### Medaillewinnaars

#### Mannen
| Onderdeel            | Goud                                                    | Goud | Zilver                                           | Zilver | Brons                                                | Brons |
| -------------------- | ------------------------------------------------------- | ---- | ------------------------------------------------ | ------ | ---------------------------------------------------- | ----- |
| sprint               | Shane Perkins                                           | AUS  | Scott Sunderland                                 | AUS    | Sam Webster                                          | NZL   |
| achtervolging        | Jack Bobridge                                           | AUS  | Jesse Sergent                                    | NZL    | Michael Hepburn                                      | AUS   |
| puntenkoers          | Cameron Meyer                                           | AUS  | George Atkins                                    | ENG    | Mark Christian                                       | IOM   |
| keirin               | Josiah Ng                                               | MAS  | David Daniell                                    | ENG    | Simon Van Velthooven                                 | NZL   |
| teamsprint           | Daniel Ellis Jason Niblett Scott Sunderland             | AUS  | Edward Dawkins Ethan Mitchell Sam Webster        | NZL    | Azizulhasni Awang Josiah Ng Mohd Rizal Tisin         | MAS   |
| ploegenachtervolging | Jack Bobridge Michael Hepburn Cameron Meyer Dale Parker | AUS  | Jesse Sergent Marc Ryan Westley Gough Sam Bewley | NZL    | Sean Downey Martyn Irvine Philip Lavery David McCann | NIR   |
| scratch              | Cameron Meyer                                           | AUS  | Michael Freiberg                                 | AUS    | Zachary Bell                                         | CAN   |
| 1km tijdrit          | Scott Sunderland                                        | AUS  | Mohd Rizal Tisin                                 | MAS    | Edward Dawkins                                       | NZL   |
|                      |                                                         |      |                                                  |        |                                                      |       |
| wegwedstrijd         | Allan Davis                                             | AUS  | Hayden Roulston                                  | NZL    | David Millar                                         | SCO   |
| tijdrit              | David Millar                                            | SCO  | Alex Dowsett                                     | ENG    | Luke Durbridge                                       | AUS   |

#### Vrouwen
| Onderdeel     | Goud                         | Goud | Zilver                      | Zilver | Brons                         | Brons |
| ------------- | ---------------------------- | ---- | --------------------------- | ------ | ----------------------------- | ----- |
| sprint        | Anna Meares                  | AUS  | Rebecca James               | ENG    | Emily Rosemond                | AUS   |
| achtervolging | Alison Shanks                | NZL  | Wendy Houvenaghel           | NIR    | Tara Whitten                  | CAN   |
| puntenkoers   | Megan Dunn                   | AUS  | Lauren Ellis                | NZL    | Tara Whitten                  | CAN   |
| ploegsprint   | Anna Meares Kaarle McCulloch | AUS  | Jenny Davis Charline Joiner | SCO    | Monique Sullivan Tara Whitten | CAN   |
| scratch       | Megan Dunn                   | AUS  | Joanne Kiesanowski          | NZL    | Anna Blyth                    | ENG   |
| 500m tijdrit  | Anna Meares                  | AUS  | Kaarle McCulloch            | AUS    | Becky James                   | WAL   |
|               |                              |      |                             |        |                               |       |
| wegwedstrijd  | Rochelle Gilmore             | AUS  | Elizabeth Armitstead        | ENG    | Chloe Hosking                 | AUS   |
| tijdrit       | Tara Whitten                 | CAN  | Linda Villumsen             | NZL    | Julia Shaw                    | ENG   |

### Medaillespiegel
| Plaats | Land          | Goud | Zilver | Brons | Totaal |
| 1      | Australië     | 14   | 3      | 4     | 21     |
| 2      | Nieuw-Zeeland | 1    | 7      | 3     | 11     |
| 3      | Maleisië      | 1    | 1      | 1     | 3      |
| 3      | Schotland     | 1    | 1      | 1     | 3      |
| 5      | Canada        | 1    | 0      | 4     | 5      |
| 6      | Engeland      | 0    | 4      | 2     | 6      |
| 7      | Wales         | 0    | 1      | 1     | 2      |
| 7      | Noord-Ierland | 0    | 1      | 1     | 2      |
| 9      | Man           | 0    | 0      | 1     | 1      |
| Totaal | Totaal        | 18   | 18     | 18    | 54     |

1934 · 1938 · 1950 · 1954 · 1958 · 1962 · 1966 · 1970 · 1974 · 1978 · 1982 · 1986 · 1990 · 1994 · 1998 · 2002 · 2006 (baan - weg) · 2010 · 2014 · 2018 · 2022 · 2026
Atletiek · Badminton · Boksen · Boogschieten · Bowls · Gewichtheffen · Gymnastiek · Hockey · Netball · Rugby sevens · Schietsport · Schoonspringen · Squash · Synchroonzwemmen · Tafeltennis · Tennis · Wielersport · Worstelen · Zwemmen